# Emperor
Emperor je norveški black metal-sastav osnovan 1991. godine u Notoddenu. Smatra se jednim od najutjecajnijih sastava norveške black metal scene. Razišao se 2001., a ponovno se okupio 2005. radi nastupa na nekoliko festivala i kratke turneje u Sjedinjenim Državama. Ponovno ujedinjenje sastava trajalo je od 2013. do 2014. godine. Do još jednog okupljanja došlo je krajem 2016. radi obilježavanja dvadesete godišnjice objave albuma Anthems to the Welkin at Dusk. Skupinu su osnovali Ihsahn (Vegard Sverre Tveitan) i Samoth (Tomas Thormodsæter Haugen). Prodala je više od pola milijuna albuma širom svijeta.

## Povijest

### Početci
Ihsahn i Samoth upoznali su se još u mladosti na jednom seminaru rock glazbe. Ubrzo su počeli svirati zajedno pod raznim imenima; prvo ime kojim su se služili bilo je Dark Device, potom Xerasia i nakon toga Embryonic. Glazbena grupa ubrzo se preimenovala u Thou Shalt Suffer. Međutim, nedugo nakon toga Samoth je počeo skladati glazbu izvan Thou Shalt Suffera i s Ihsahnom i novim basistom Mortiisom osnovao je Emperor. Nakon kratkog zajedničkog razdoblja snimili su prvi demouradak, Wrath of the Tyrant. Stekao je popularnost u black metal podzemlju i privukao je pozornost Candlelight Recordsa, tada tek osnovane diskografske kuće. Ubrzo poslije toga potpisan je ugovor za izdavanje albuma. Samoth se prebacio na ritam-gitaru, Ihsahn je nastavio pjevati i svirati glavnu gitaru, a Faust odabran je za bubnjara. Sastav je potpisao ugovor s prvom diskografskom kućom specijaliziranom za black metal, Deathlike Silenceom, kojom je rukovodio Euronymous, i pod tom je licencijom planirao objaviti prvi studijski album, no ta diskografska kuća na koncu nikad nije objavila nijedan Emperorov uradak.
Prvi koncert održao je 13. travnja 1992. s izvođačima kao što su Enslaved, Algol i Infinite Decay.
Za vrijeme ljeta 1992. zbio se niz događaja unutar unutarnjeg kruga black metala. Samoth, u društvu raznih drugih black metalaca, odlučio je spaliti stare crkve širom Norveške. Iste godine bubnjar Faust živio je u Lillehammeru; u tad tek izgrađenom Olimpijskom parku prišao mu je čovjek imena Magne Andreassen i predložio mu da se prošeću obližnjom šumom. Faust je prihvatio prijedlog; naknadno je izjavio da ga je Andreassen ondje pokušao seksualno zavesti. Faust ga je potom nasmrt izbo nožem i naknadno ga udarao nogom u glavu da bi se uvjerio da je mrtav. Za taj zločin osuđen je tek dvije godine nakon toga. Dan nakon tog ubojstva otišao je s Euronymousom (iz sastava Mayhem) i Vargom Vikernesom (iz sastava Burzum) spaliti kapelicu Holmenkollen u Oslu.

### In the Nightside Eclipse(1993. – 1996.)
U ljeto 1993. sastav je počeo raditi na prvom studijskom albumu i ubrzo je prestao nositi corpse paint, smatrajući da je nošenje toga postalo trend i da je izgubilo početnu svrhu i simboliku. U jesen iste godine policija je pokrenula istragu o umorstvu Euronymousa, smatrajući Varga Vikernesa jednim od sumnjivaca. Istraga je naposljetku dovela do pritvaranja Samotha zbog podmetanja požara i Fausta zbog ubojstva Andreassena.
Godine 1994. Samoth je osuđen na 16 mjeseci zatvora zbog spaljivanja crkve Skjold u Vindafjordu s Vargom Vikernesom. Požar se zbio tijekom kratke stanke u snimanju Burzumova EP-a Aske (Pepeo). Iste godine konačno je objavljen i Emperorov prvi studijski album In the Nightside Eclipse; sastav je njime dobio globalno priznanje i veliki broj obožavatelja.

### Anthems to the Welkin at Dusk(1996. – 1998.)
Nakon Samothova uvjetnog otpuštanja iz zatvora grupi su se pridružili bubnjar Trym Torson (bivši član sastava Enslaved) i basist Alver (bivši član sastava Dødheimsgard). Krajem 1996. grupa je ušla u studio kako bi snimila EP Reverence i sljedeći studijski album, Anthems to the Welkin at Dusk. Taj je album često dobivao najviše glasova u anketama za najbolji album godine u raznim časopisima specijaliziranim za metal glazbu, među kojima su britanski Terrorizer i američki Metal Maniacs. Basist Alver napustio je skupinu 1998.

### IX Equilibrium(1998. – 2000.)
Emperor je nastavio karijeru kao trio; Ihsahn je pjevao i svirao bas-gitaru, glavnu gitaru i klavijature. U toj je postavi sastav snimio treći studijski album, IX Equilibrium, i potom otišao na turneju po Europi i Sjevernoj Americi.
U to vrijeme članovima se polako počeo mijenjati glazbeni ukus; Samoth i Trym počeli su se zanimati za death metal, dok se Ihsahn usredotočio na rad u sporednom projektu Peccatum u kojem je skladao pjesme sa svojom suprugom.

### Prometheus: The Discipline of Fire & Demise(2000. – 2001.)
Članovi Emperora odlučili su raspustiti sastav ubrzo nakon objave posljednjeg, četvrtog studijskog albuma Prometheus: The Discipline of Fire & Demise. Glazbu i tekst za album u potpunosti je napisao Ihsahn. Ihsahn je kasnije izjavio: "Kad smo najavili razilaženje sastava 2001., smatrali smo da nikad više ništa nećemo učiniti s Emperorom... Takvu smo odluku donijeli i jer smo smatrali da je Emperor imao mnogo integriteta i da bismo ga trebali raspustiti u vrijeme dok smo još skladali odličnu glazbu. Tu smo odluku donijeli u duhu black metala. Budući da smo Samoth i ja krenuli različitim smjerovima, nismo vidjeli smisao u tome da nastavimo dalje. Srž sastava više nije bila potpuna." Samoth je nadopunio Ihsahnove riječi izjavivši: "Tad smo obojica imali druge prioritete kojima smo se željeli posvetiti i obojica smo smatrali da je raspuštanje Emperora najbolja stvar koju bismo mogli učiniti. Stvarno smo se željeli usredotočiti na druge stvari i smatrali smo da je to jedina ispravna stvar koju smo mogli učiniti."

### Nakon prekida (2001. – danas)
Nakon raspada grupe Samoth i Trym nastavili su svirati u black/death metal sastavu Zyklon, a Ihsahn se posvetio svom obiteljskom projektu Peccatum. Ihsahn je naknadno najavio i vlastiti samostalni projekt, većinom u duhu posljednjeg Emperorovog albuma i projekta Peccatum, u kojem bi sudjelovao bubnjar Asgeir Mickelson (također iz sastava Borknagar i Vintersorg). Najava takvog projekta dovela je do pozitivnih reakcija u krugovima black metala.
Sastav je na iznenadnom koncertu 30. rujna 2005. odsvirao tri pjesme i najavio da će 2006. održati niz koncerata u Kaliforniji, New Yorku i Europi. U veljači 2006. također je nastupio na Inferno Festivalu, a u kolovozu te godine i na Wacken Open Airu. Samoth nije mogao sudjelovati na koncertima u SAD-u jer mu je zbog osude za podmetanje požara 1992. bio produžen proces izdavanja vize, pa su članovi održali koncerte bez njega.
Grupa je 7. listopada 2006. nastupila na festivalu Motstøy za osobe mlađe od 18 godina u svojem rodnom gradu, Notoddenu. Koncert je održan u malom sastajalištu imena StuA i ulaznice, kojih je bilo 450, brzo su bile rasprodane.
Candlelight Records 31. listopada 2007. objavio je knjigu tablatura utemeljenu na Emperorovu kompilacijskom albumu Scattered Ashes: A Decade of Emperial Wrath; sadrži Ihsahnov predgovor i tablature za trinaest Emperorovih pjesama koje je osobno izradio. Emperorovi albumi također su 21. kolovoza 2007. ponovno izdani u posebnoj kutiji koja sadrži i poster skupine.
Dana 2. kolovoza 2013. godine objavljeno je da će se Emperor ponovno okupiti i nastupiti na dvadeset i petoj godišnjici festivala Wacken 2004. Tijekom idućih mjeseci nastupio je kao glavni izvođač na festivalima Bloodstock Open Air i Hellfest.

## Članovi sastava
| Konačna postava - Vegard Sverre "Ihsahn" Tveitan – vokali, gitara, bas-gitara, klavijature (1991. – 2001., 2005. – 2007., 2013. – 2014., 2016. – danas) - Tomas "Samoth" Haugen – gitara, bas-gitara, bubnjevi (1991. – 2001., 2005. – 2007., 2013. – 2014., 2016. – danas) - Kai Johnny "Trym Torson" Mosaker – bubnjevi (1996. – 2001., 2005. – 2007., 2016. – danas) | Bivši članovi - Håvard "Mortiis" Ellefsen – bas-gitara (1991. – 1992.) - Terje "Tchort" Schei – bas-gitara (1993. – 1994.) - Jonas "Alver" Alver – bas-gitara (1995. – 1998.) - Bård "Faust" Eithun – bubnjevi (1992. – 1993., 2013. – 2014.) | Koncertni i studijski članovi - Vidar "Ildjarn" Vaaer – bas-gitara (1993.) - Steinar "Sverd" Johnsen – klavijature (1994. – 1995.) - Joachim "Charmand Grimloch" Rygg – klavijature (1996. – 1999.) - Jan Erik "Tyr" Torgersen – bas-gitara (1998. – 1999.) - Tony "Secthdamon" Ingebrigtsen – bas-gitara (2005. – 2007., 2013. – 2014.) - Einar Solberg – klavijature (2005. – 2007., 2013. – 2014.) |

## Diskografija
Studijski albumi
- In the Nightside Eclipse (1994.)
- Anthems to the Welkin at Dusk (1997.)
- IX Equilibrium (1999.)
- Prometheus: The Discipline of Fire & Demise (2001.)

Koncertni albumi
- Emperial Live Ceremony (2000.)
- Live at Wacken Open Air 2006 (2009.)
- Live Inferno (2009.)

EP-ovi
- Emperor (1993.)
- As the Shadows Rise (1994.)
- Reverence (1996.)

Demouradci
- Wrath of the Tyrant (1992.)

Split izdanja
- Emperor / Hordanes Land (1993.)
- Thorns vs. Emperor (1999.)
- True Kings of Norway (2000.)
- Originators of Northern Darkness – A Tribute to Mayhem (2001.)

Kompilacije
- Emperor / Wrath of the Tyrant (1998.)
- Scattered Ashes: A Decade of Emperial Wrath (2003.)

Box setovi
- Emperial Vinyl Presentation (2001.)
- The Complete Works (2015.)

## Vanjske poveznice
- Službena stranica
- Emperor na Facebooku
- Emperor na Encyclopaedia Metallum